# Proteste in Dschibuti 2011

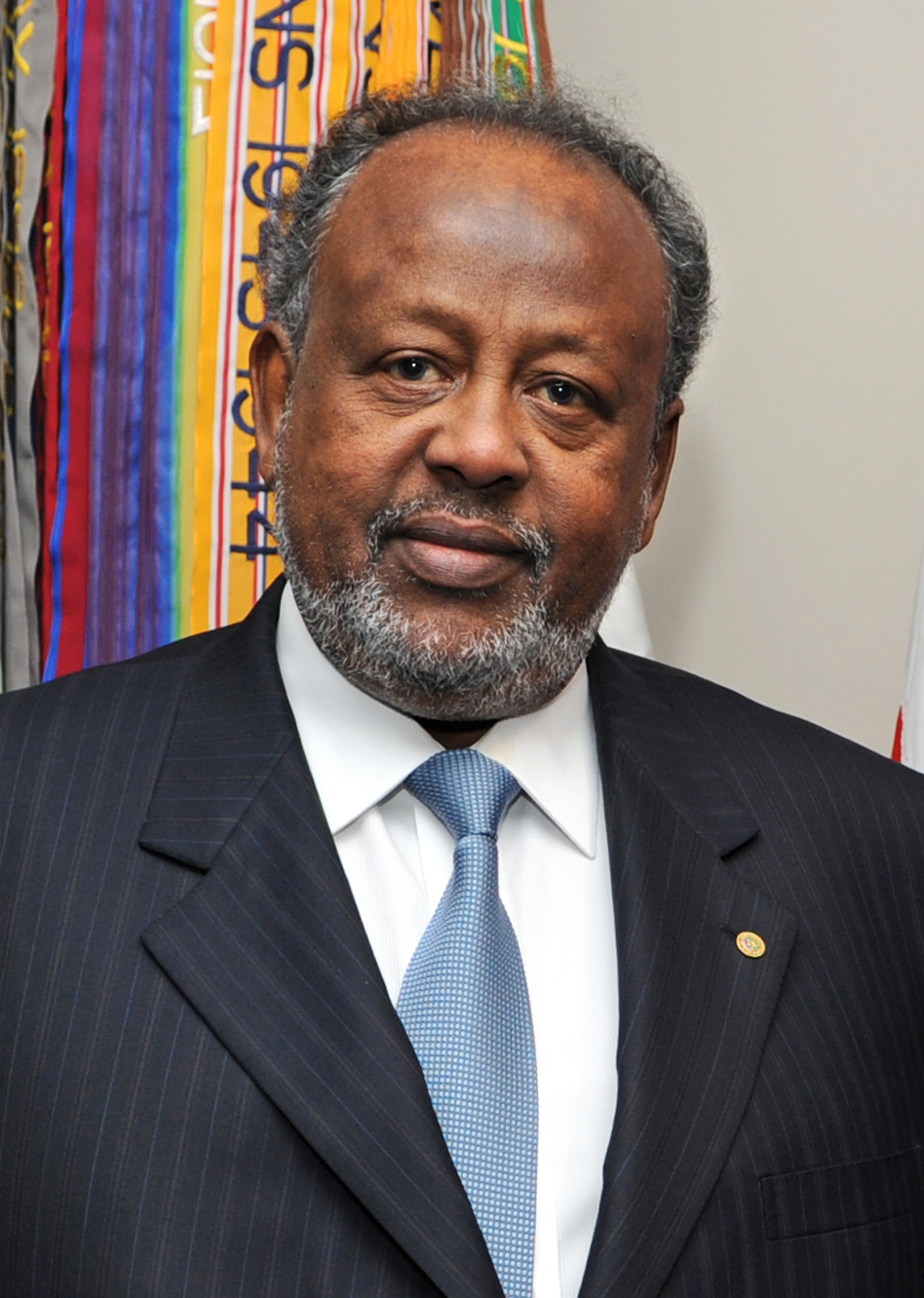
Ismail Omar Guelleh, 2010

Die Proteste in Dschibuti 2011 begannen am 18. Februar 2011 mit Demonstrationen Tausender gegen Präsident Ismail Omar Guelleh und waren Teil des Arabischen Frühlings. 
Die Bevölkerung in Dschibuti besteht aus etwa 60 % Somalis und 35 % Afar.
Dschibuti war eine der letzten Kolonien in Afrika, 1977 wurde es als von Frankreich unabhängig erklärt. 
Die Proteste richten sich gegen Korruption im Land und wurden auch wegen der großen Arbeitslosenzahlen im Land verursacht. Die Proteste im Land führten dazu, dass der Präsident von Dschibuti Reformen versprach. In einem französischen Zeitungsinterview sah der Präsident Isamil Omar Guelleh sein Land in Sachen Reformen in einem guten Weg.